# Timo Wangler
Timo Wangler (* 7. Februar 1974 in Freiburg im Breisgau) ist ein deutscher ehemaliger Skispringer und Kommunalpolitiker. Er ist seit 2022 Bürgermeister von Ketsch.

## Werdegang
Geboren in Freiburg im Breisgau besuchte Wangler ab 1980 die Grundschule Breitnau, bevor er von 1984 bis 1990 die Realschule Titisee-Neustadt, welche er mit der Mittleren Reife abschloss. Bereits ab 1989 gehörte er der Deutschen Juniorennationalmannschaft im Skispringen an. Im gleichen Jahr wurde er Deutscher Vizejugendmeister, bevor er sich 1990 den Titel sicherte. Bereits 1988 machte er mit dem Sieg bei den Nordischen Skispiele der OPA in Jugoslawien auf sich aufmerksam. Parallel sicherte sich Wangler im Alpencup in Reit im Winkl als Vierter erste gute Ergebnisse. 1990 wurde er an gleicher Stelle Deutscher Vizemeister mit der Mannschaft und gewann im Einzel von der Großschanze die Bronzemedaille. Bei den Nordischen Junioren-Skiweltmeisterschaften 1990 in Štrbské Pleso wurde er im Einzel Sechster. In Chaux-Neuve feierte er kurze Zeit später sein erstes Podium im Alpencup.
Im Sommer 1990 begann Wangler bei der Gemeinde Breitnau eine Ausbildung zum mittleren Dienst, welche er 1992 als Verwaltungswirt abschloss. Nachdem er 1991 Deutscher Juniorenmeister wurde er im Jahr darauf Deutscher Vizejuniorenmeister und gewann mit der Herren-Mannschaft den Titel. Ab 1991 startete Wangler im neu geschaffenen Skisprung-Continental-Cup. Bei den Junioren-Weltmeisterschaftern 1992 in Vuokatti wurde er gemeinsam mit Rico Meinel, Ronny Hornschuh und Sven Hannawald Dritter von der Normalschanze und gewann damit Bronze.
Am 30. Dezember 1992 sprang Wangler im Rahmen des Auftaktspringens zur Vierschanzentournee 1992/93 in Oberstdorf erstmals im Skisprung-Weltcup. Am 1. Januar 1993 konnte er mit dem 14. Platz in Garmisch-Partenkirchen seine einzigen beiden Weltcup-Punkte gewinnen. Wangler nahm auch am Skiflug-Weltcup in jener Saison teil und platzierte sich beim ersten Wettkampf in Kulm Ende Januar 1993 als 30. unter den besten 30 der Konkurrenz. Am Ende der Saison 1992/93 belegte er damit den 54. Platz in der Weltcup-Gesamtwertung.
Bereits von 1992 bis 1995 absolvierte Wangler seinen Grundwehrdienst und wurde Zeitsoldat in der Sportfördergruppe Fahl, wobei er parallel eine kaufmännische Ausbildung zum Bürokaufmann durchlief. Nach einem schweren Sturz beim Skifliegen am Kulm und weiteren Stürzen in den darauffolgenden Jahren, beendete Wangler bereits im Herbst 1995 seine aktive Skisprungkarriere. Von 1995 bis 1996 absolvierte er am Berufskolleg Freiburg seine Fachhochschulreife und begann 1996 schließlich sein Studium an der Hochschule für öffentliche Verwaltung in Kehl. Nach vier Jahren schloss er das Studium als Diplom-Verwaltungswirt (FH) ab. Für ein Jahr arbeitete Wangler in der Folge im Controlling der Stadt Wiesloch. 2001 wechselte er in die Stadtverwaltung Sandhausen, wo er stellvertretender Kämmerer wurde, bevor er 2011 schließlich Leiter der Kämmerei wurde. Im Frühjahr 2021 trat er bei der Bürgermeisterwahl, unterlag jedoch bei der Neuwahl am 9. Mai 2021 Hakan Günes (CDU). Am 8. Mai 2022 wurde Wangler im ersten Wahlgang mit 53,5 Prozent der Stimmen zum Bürgermeister von Ketsch gewählt. Er trat das Amt am 1. Juli 2022 an.
Seit 2002 ist Wangler mit seiner Frau Katja verheiratet und hat mit ihr zwei Kinder.